# Gustav Kiesewetter
Gustav Kiesewetter (* 30. April 1926 in Gablonz, Tschechoslowakei; † 10. Januar 2009) war ein deutscher Maschinenschlosser, Werkleiter und Politiker der DDR-Blockpartei Liberal-Demokratische Partei Deutschlands (LDPD).

## Leben
Kiesewetter stammte aus der Tschechoslowakei und war der Sohn eines kaufmännischen Angestellten. Nach Kriegsdienst und Gefangenschaft nahm er eine Lehre als Maschinenschlosser auf und studierte von 1949 bis 1953 Maschinenbau an der Technischen Universität Berlin. Bis 1990 war er Leiter des Werks Modellbahn Oybin im VEB Prefo Dresden.

## Politik
Am 17. Januar 1944 beantragte Kiesewetter die Aufnahme in die NSDAP und wurde zum 20. April desselben Jahres aufgenommen (Mitgliedsnummer 10.020.809). Nach Kriegsende wurde er Mitglied der FDJ und des FDGB sowie der in der Sowjetischen Besatzungszone neugegründeten LDPD. Kiesewetter war von 1963 bis 1976 Mitglied der LDPD-Fraktion in der Volkskammer der DDR. 1971 wurde er im Wahlkreis 52 neben Peter Florin u. a. aufgestellt.